# Кобзів (хутір)
Кобзів (рос. Кобзев) — хутір у Палласовському районі Волгоградської області Російської Федерації.
Населення становить 116 осіб. Входить до складу муніципального утворення Гончаровське сільське поселення.

## Історія
Хутір розташований у межах українського історичного та культурного регіону Жовтий Клин.
Згідно із законом від 30 грудня 2004 року № 982-ОД органом місцевого самоврядування є Гончаровське сільське поселення.

## Населення
| 2010 |
| ---- |
| 116  |